# Jeep Comanche
Jeep Comanche a fost o camionetă produsă de Chrysler din 1985 până în 1992. Aproximativ 300.000 de unități au fost vândute și produse, dar cele mai multe dintre ele au plecat în Europa, unde sunt o vedere obișnuită, dar una rară în Statele Unite, doar 35.000 fiind vândute acolo.

## Istoric
La mijlocul anilor 1980, potrivit președintelui AMC, W. Paul Tippett Jr. „Oamenii găsesc camioanele o alternativă rezonabilă și sofisticată față de mașini”. Pentru a satisface cererea și pentru a concura cu concurenții japonezi, atât AMC, cât și Chrysler pregăteau pick-up-uri compacte pentru anii de model 1986 și 1987 (respectiv) De asemenea, în acest moment sănătatea financiară a AMC era slabă, iar producătorul auto avea nevoie de bani, deoarece pregătea o nouă linie de sedanuri de dimensiuni medii (Eagle Premier) programată să fie produsă la o fabrică construită în Canada (Brampton Assembly), dar cel mai bun lucru pe care compania a urmărit-o a fost linia sa populară de Jeep-uri, iar introducerea unui camionet compact Jeep în toamna anului 1985 era de așteptat să ajute.
Designerii Jeep ai American Motors au bazat caroseria, stilul, ingineria și transmisia Comanche MJ pe XJ Cherokee, care a fost introdus pentru anul modelului 1984. Comanche avea un design oarecum mai convențional pe caroserie în spatele cabinei și o cutie de marfă detașabilă, dar a păstrat construcția monocorp a Cherokee în jumătatea din față a vehiculului. În Statele Unite, unde Comanche și Dodge Rampage au fost vândute, ambele sunt considerate camioane. În schimb, pe alte piețe Volkswagen Rabbit Pickup a fost numit Volkswagen Caddy și considerat un utilitar coupe, nu un camion, deoarece patul de marfă este o parte integrantă a structurii caroseriei și nu poate fi detașat. Cu toate acestea, aceasta nu este definiția legală a camionului din Statele Unite, unde Comanche, Rampage și Rabbit au fost vândute.
Comanche a folosit suspensia față "Quadralink" a XJ Cherokee, cu arcuri elicoidale și brațe de control superioare / inferioare pe o axă solidă. S-a susținut că arcurile elicoidale permiteau un confort mai mare la deplasare și o articulație a osiei în timpul excursiilor off-road. O bară de cale (tija Panhard) este utilizată pentru a menține axul centrat sub camion. Versiunile modificate ale aceluiași sistem de suspensie de bază au fost folosite ulterior pe Grand Cherokee 1993-2004, 1997 și TJ Wranglers mai noi și 1994 și mai noi Dodge Rams.